# Diocèse de La Guaira
Le diocèse de La Guaira (en latin : Diœcesis Guairiensis ; en espagnol : Diócesis de La Guaira) est un diocèse de l'Église catholique au Venezuela, suffragant de l'archidiocèse de Caracas.

## Territoire

Carte des diocèses du Venezuela avec le diocèse de La Guaira en rouge

Le diocèse est situé dans l'État de La Guaira, il a un territoire de 1497 km2 avec 27 paroisses. Le siège épiscopal est à La Guaira où se trouve la cathédrale de saint Pierre Apôtre (es).

## Histoire
Le diocèse est érigé le 15 avril 1970 par la bulle Cum summus Deus du pape Paul VI en prenant des territoires de l'archidiocèse de Caracas.

## Évêques
- Marcial Augusto Ramírez Ponce (1970-1972), nommé évêque auxiliaire de Caracas
- Francisco de Guruceaga Iturriza (1973-2001)
- José de la Trinité Valera Angulo (2001-2011), nommé évêque de Guanare
  - Tomás Zárraga (2011-2014), administrateur apostolique
- Raúl Biord Castillo, S.D.B (2014-2024), nommé archevêque de Caracas
- Pablo Modesto González Pérez, S.D.B. (depuis 2025)

## Sources
- http://www.catholic-hierarchy.org